# Sự chuyển đổi năng lượng mặt trời

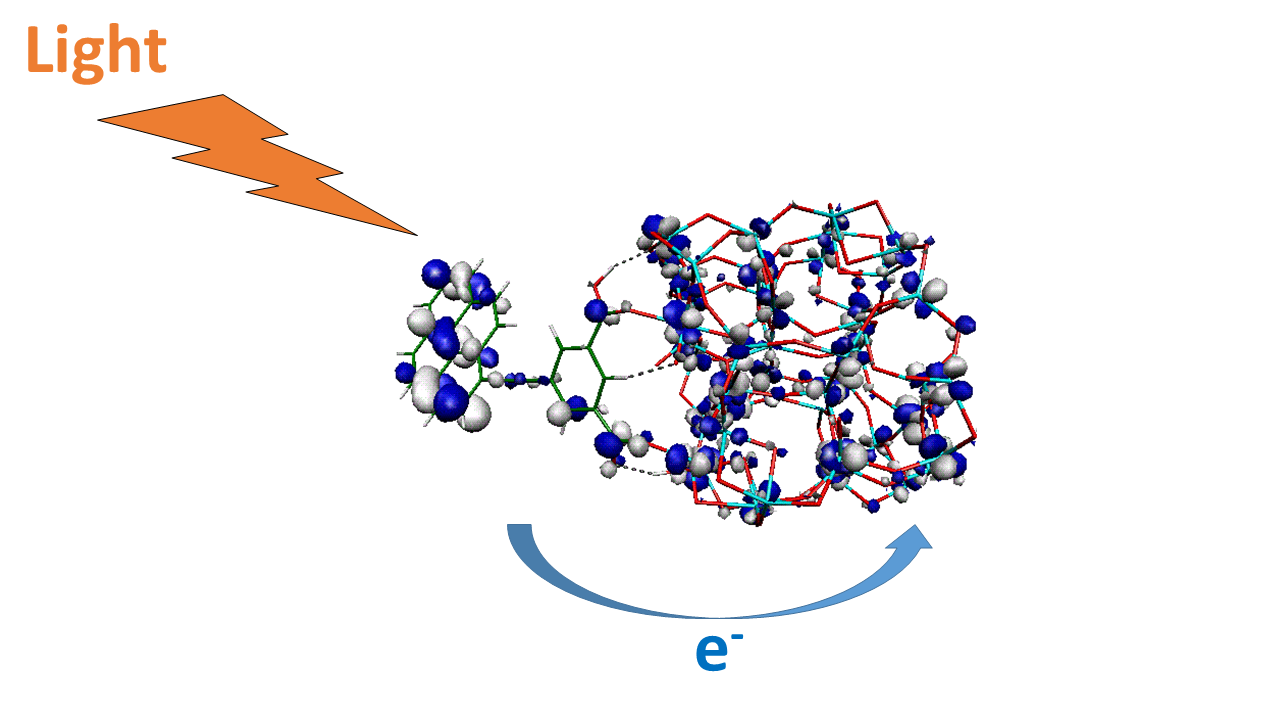
Tính toán quang điện tử lượng tử của sự truyền điện tử giao diện quang cảm ứng trong pin mặt trời nhạy cảm với thuốc nhuộm.

Sự chuyển đổi năng lượng mặt trời mô tả các công nghệ dành cho việc chuyển đổi năng lượng mặt trời thành các dạng năng lượng (hữu ích) khác, bao gồm điện, nhiên liệu và nhiệt. Nó bao gồm các công nghệ thu thập ánh sáng trong đó sử dụng các thiết bị quang điện bán dẫn truyền thống (PV), quang điện mới nổi, sản xuất nhiên liệu mặt trời thông qua điện phân, quang hợp nhân tạo và các dạng xúc tác quang liên quan trực tiếp đến việc tạo ra các phân tử giàu năng lượng.
Các khía cạnh cơ bản về điện quang trong một số công nghệ chuyển đổi năng lượng mặt trời mới nổi để tạo ra được cả điện (quang điện) và nhiên liệu mặt trời, tạo thành một lĩnh vực nghiên cứu tích cực hiện nay.

## Lịch sử
Tế bào năng lượng mặt trời bắt đầu vào năm 1876 với William Grylls Adams cùng với một sinh viên đại học của ông. Một nhà khoa học người Pháp tên là Edmond Becquerel, lần đầu tiên phát hiện ra hiệu ứng quang điện vào mùa hè năm 1839. Ông đưa ra giả thuyết rằng một số nguyên tố trong bảng tuần hoàn (chẳng hạn như silicon) phản ứng với sự tiếp xúc của ánh sáng mặt trời theo những cách rất khác thường. Năng lượng mặt trời được tạo ra khi bức xạ mặt trời được chuyển đổi thành nhiệt hoặc điện. Kỹ sư điện người Anh Willoughby Smith, từ năm 1873 đến năm 1876, đã phát hiện ra rằng khi chất seleni tiếp xúc với ánh sáng, nó sẽ tạo ra một lượng điện năng cao. Việc sử dụng chất hoá học seleni rất kém hiệu quả, nhưng nó đã chứng minh lý thuyết của Becquerel rằng ánh sáng có thể được chuyển đổi thành điện năng thông qua việc sử dụng các bán kim loại khác nhau trong bảng tuần hoàn, sau này được gọi là vật liệu quang dẫn. Đến năm 1953, Calvin Fuller, Gerald Pearson và Daryl Chapin đã phát hiện ra việc sử dụng silicon để sản xuất pin mặt trời là cực kỳ hiệu quả và tạo ra điện tích thực vượt xa so với khi sử dụng chất hoá học seleni. Ngày nay, năng lượng mặt trời có rất nhiều cách sử dụng, từ sưởi ấm, sản xuất điện, các quá trình nhiệt, xử lý nước, năng lượng tái tạo và lưu trữ năng lượng rất phổ biến trong thế giới.

## Bối cảnh
Vào những năm 1960, năng lượng mặt trời là tiêu chuẩn để cung cấp năng lượng cho các vệ tinh trong không gian. Vào đầu những năm 1970, công nghệ pin mặt trời trở nên rẻ hơn và trở thành nguồn năng lượng sẵn có (khoảng 20 đô la / 1 watt). Từ năm 1970 đến 1990, điện mặt trời được vận hành thương mại hơn. Giao lộ đường sắt, giàn khoan dầu, trạm vũ trụ, tháp vi sóng, máy bay, v.v. Giờ đây, các ngôi nhà và cơ sở kinh doanh trên toàn thế giới đều sử dụng pin mặt trời để cung cấp năng lượng cho các thiết bị điện với rất nhiều mục đích sử dụng. Điện mặt trời là công nghệ chiếm ưu thế trong lĩnh vực năng lượng tái tạo bền vững, chủ yếu do hiệu suất cao và tiết kiệm chi phí. Đến đầu những năm 1990, sự chuyển đổi quang điện đã đạt đến một tầm cao mới chưa từng có. Các nhà khoa học đã sử dụng pin mặt trời được làm bằng vật liệu quang điện có tính dẫn điện cao như gali, indium phosphide và gallium arsenide, làm tăng tổng hiệu suất hơn 30%. Vào cuối thế kỷ này, các nhà khoa học đã tạo ra một loại pin mặt trời đặc biệt có thể chuyển đổi 36% ánh sáng mặt trời mà nó thu được thành năng lượng có thể sử dụng được. Những phát triển này đã tạo động lực to lớn cho không chỉ năng lượng mặt trời mà còn cho các công nghệ năng lượng tái tạo bền vững trên khắp thế giới.

## Sản xuất điện

Sơ đồ thiết lập dàn thu quang điện.

Quang điện (PV) sử dụng pin mặt trời silicon để chuyển đổi năng lượng từ nguồn ánh sáng mặt trời thành điện năng. Sự chuyển đổi này hoạt động dưới hiệu ứng quang điện dẫn đến sự phát xạ của các electron. Năng lượng mặt trời tập trung (CSP). Sử dụng thấu kính hoặc gương và thiết bị theo dõi để tập trung một vùng lớn ánh sáng mặt trời thành một chùm tia nhỏ. Điện mặt trời được dự đoán là nguồn điện lớn nhất thế giới vào năm 2050. Các nhà máy điện mặt trời, chẳng hạn như Cơ sở điện mặt trời Ivanpah ở sa mạc Mojave sản xuất hơn 392MW điện. Các dự án năng lượng mặt trời vượt quá 1 GW (1 tỷ watt) đang được phát triển và được dự đoán là tương lai của điện mặt trời ở Mỹ.  

## Năng lượng nhiệt
Nhiệt lượng do mặt trời thu vào có cường độ cao và có tính phóng xạ. Mặt trời bắn phá Trái Đất bằng hàng tỷ hạt nano tích điện với một lượng năng lượng khổng lồ được tích trữ bên trong chúng. Lượng nhiệt này có thể được sử dụng để làm nóng nước, sưởi ấm không gian, làm mát không gian và quá trình sinh nhiệt. Nhiều hệ thống tạo hơi đã thích nghi với việc sử dụng ánh sáng mặt trời làm nguồn chính để làm nóng nước cấp, một sự phát triển đã làm tăng đáng kể hiệu suất tổng thể của nồi hơi và nhiều loại hệ thống thu hồi nhiệt thải khác. Bếp năng lượng mặt trời sử dụng ánh sáng mặt trời để nấu nướng, sấy khô và thanh trùng. Quá trình chưng cất bằng năng lượng mặt trời được sử dụng cho các quy trình xử lý nước để tạo ra nước uống có thể uống được, đã là một nhân tố cực kỳ mạnh mẽ trong việc cung cấp cho các quốc gia cần cứu trợ thông qua việc sử dụng công nghệ tiên tiến.

## Phát triển kinh tế
Chuyển đổi năng lượng mặt trời có tiềm năng là một công nghệ rất hiệu quả về chi phí. Nó rẻ hơn so với các nguồn năng lượng không thông thường. Việc sử dụng năng lượng mặt trời Lưu trữ ngày 21 tháng 9 năm 2020 tại Wayback Machine giúp tăng việc làm, đồng thời phát triển ngành giao thông vận tải và nông nghiệp. Việc lắp đặt năng lượng mặt trời đang trở nên rẻ hơn và sẵn có hơn đối với các quốc gia có nhu cầu về nguồn năng lượng cao nhưng nguồn cung lại thấp do hoàn cảnh kinh tế. Một nhà máy điện mặt trời công suất 1 GW có thể sản xuất ra lượng điện năng cao gấp gần 10 lần so với một nhà máy điện đốt bằng nhiên liệu hóa thạch có chi phí xây dựng gấp đôi. Các nhà máy điện mặt trời đã được dự đoán là dẫn đầu về sản xuất năng lượng vào năm 2050.

### Tiếp cận năng lượng nông thôn
Chuyển đổi năng lượng mặt trời có tiềm năng mang lại nhiều tác động xã hội tích cực, đặc biệt là ở các vùng nông thôn, những nơi mà trước đây chưa có năng lượng lưới điện. Ở nhiều khu vực không nối lưới, chuyển đổi điện mặt trời là hình thức mua sắm năng lượng phát triển nhanh nhất. Điều này đặc biệt đúng ở các vĩ độ nằm trong phạm vi 45 ° Bắc hoặc Nam của Xích đạo, nơi bức xạ mặt trời thường xuyên hơn trong suốt cả năm và là nơi sinh sống của phần lớn dân số thế giới đang phát triển. Từ khía cạnh sức khỏe, hệ thống năng lượng mặt trời tại nhà có thể thay thế đèn dầu (thường thấy ở các vùng nông thôn), có thể gây cháy và thải ra các chất ô nhiễm như carbon monoxide (CO), nitric oxide (NOx) và sulfur dioxide (SO2) gây ảnh hưởng xấu đến chất lượng của không khí, cũng như có thể gây suy giảm chức năng phổi, tăng nguy cơ mắc bệnh lao, hen suyễn và ung thư. Ở những khu vực như vậy, tiếp cận năng lượng mặt trời đã được chứng minh là giúp người dân nông thôn tiết kiệm thời gian và tiền bạc cần thiết để mua cũng như vận chuyển dầu hỏa, do đó tăng năng suất và kéo dài thời gian làm việc.
Ngoài việc tiếp cận năng lượng, các cộng đồng này đạt được sự độc lập về năng lượng, có nghĩa là họ không phụ thuộc vào nhà cung cấp điện bên thứ ba. Khái niệm về độc lập năng lượng là tương đối mới. Trong phần lớn thế kỷ 20, các phân tích năng lượng hoàn toàn là kỹ thuật hoặc tài chính và không bao gồm phân tích tác động xã hội. Một nghiên cứu năm 1980 kết luận rằng tiếp cận năng lượng tái tạo bền vững sẽ thúc đẩy các giá trị có lợi cho lợi ích xã hội lớn hơn thay vì thúc đẩy cá nhân. Trong khi một số học giả cho rằng về mặt lịch sử, các bên kiểm soát những nguồn năng lượng là những bên tạo ra hệ thống phân cấp xã hội, loại phân tích này trở nên ít "cấp tiến" hơn và trở nên phổ biến hơn sau khi giới thiệu các công nghệ cho phép chuyển đổi năng lượng mặt trời.  

### Năng lượng mặt trời cộng đồng
Việc chuyển đổi năng lượng mặt trời có thể tác động không chỉ đến từng khách hàng mà cả cộng đồng. Tại một số khu dân cư ngày càng tăng trên khắp nước Mỹ, mô hình lắp đặt trên mái nhà độc lập, không kết nối truyền thống đang được thay thế bằng các năng lượng mặt trời vi mô mang tính quy mô cộng đồng. Ý tưởng về "năng lượng mặt trời cộng đồng" lần đầu tiên trở nên phổ biến vì các vấn đề liên quan đến việc lưu trữ năng lượng. Bởi vì tính đến năm 2018, việc sản xuất quy mô lớn loại pin lithium-ion và các công nghệ lưu trữ khác làm chậm tiến độ lắp đặt PV trên mái nhà, một vấn đề chính ngăn cản sự chuyển dịch trên toàn quốc sang sản xuất năng lượng mặt trời trên mái nhà là thiếu hệ thống lưu trữ đơn tại nhà đáng tin cậy điều đó sẽ cung cấp các khoản dự phòng cho việc sử dụng năng lượng vào ban đêm, che phủ đám mây, hạn chế và mất điện. Ngoài ra, việc tài trợ để lắp đặt năng lượng mặt trời cho các ngôi nhà đơn lẻ có thể khó đảm bảo hơn do phạm vi dự án nhỏ hơn và thiếu khả năng tiếp cận với các nguồn vốn. Một giải pháp thay thế có tính khả thi cao là kết nối các khối nhà với nhau trong một mạng lưới nhỏ cộng đồng, sử dụng các thiết bị lưu trữ lớn đã được kiểm chứng, do đó giảm bớt các rào cản đối với việc sử dụng năng lượng mặt trời. Trong một số trường hợp, một mạng lưới vi mô được tạo ra bằng cách kết nối từng nhà PV trên tầng mái độc lập với một cơ sở lưu trữ lớn hơn. Các thiết kế khác, chủ yếu ở những nơi không thể lắp đặt trên mái nhà, có hệ thống năng lượng mặt trời kết hợp lớn cũng như cơ sở lưu trữ nằm trên cánh đồng liền kề. Như một tác động xã hội bổ sung, hình thức lắp đặt này làm cho năng lượng mặt trời trở nên khả thi về mặt kinh tế đối với các căn nhà đa hộ gia đình và các khu dân cư có thu nhập thấp trước đây.

### Đào tẩu lưới điện
Một hạn chế tiềm ẩn về kinh tế xã hội liên quan đến chuyển đổi năng lượng mặt trời là sự gián đoạn đối với mô hình kinh doanh tiện ích điện. Ở Mỹ, khả năng kinh tế của các tiện ích "độc quyền" trong khu vực dựa trên sự tập hợp lớn của các khách hàng địa phương - là những người cân bằng lượng tải thay đổi của nhau. Do đó, việc lắp đặt tràn lan các hệ thống năng lượng mặt trời trên mái nhà không nối lưới có nguy cơ ảnh hưởng đến sự ổn định của thị trường điện nước. Hiện tượng này được gọi là Grid Defection (đào tẩu lưới điện). Áp lực lên các công ty điện lực ngày càng trầm trọng hơn do cơ sở hạ tầng lưới điện cũ kỹ chưa thích ứng với những thách thức mới do năng lượng tái tạo đặt ra (chủ yếu liên quan đến quán tính, dòng điện ngược và các phương án bảo vệ rơ le). Tuy nhiên, một số nhà phân tích đưa ra trường hợp rằng với sự gia tăng ổn định của thiên tai (phá hủy cơ sở hạ tầng lưới điện quan trọng), việc lắp đặt lưới điện siêu nhỏ bằng năng lượng mặt trời có thể cần thiết để đảm bảo tiếp cận năng lượng khẩn cấp. Việc chú trọng chuẩn bị dự phòng này đã mở rộng đáng kể thị trường năng lượng không nối lưới trong những năm gần đây, đặc biệt là ở những khu vực dễ xảy ra thiên tai. 

## Tác động môi trường
Việc lắp đặt này có thể phá hủy và/hoặc di dời các môi trường sống sinh thái bằng cách che phủ những vùng đất rộng lớn và thúc đẩy sự phân mảnh môi trường sống. Các cơ sở năng lượng mặt trời được xây dựng trên các khu bảo tồn của người Mỹ bản địa, theo đó đã làm gián đoạn các hoạt động truyền thống và cũng có tác động tiêu cực đến sinh quyển địa phương.